# John Gutmann
John Gutmann (Breslavia, 28 de mayo de 1905-San Francisco (California), 12 de junio de 1988) fue un fotógrafo y pintor alemán nacionalizado estadounidense, país al que emigró por su condición de judío. Son especialmente conocidas sus imágenes de los años 30 captando la vida urbana en los años tras la Gran Depresión, aunque diferenciándose completamente del documentalismo social de la época subvencionado por el gobierno norteamericano.
Fue miembro del grupo expresionista Die Brücke.

## Biografía
John Gutmann pertenecía a una familia judía acomodada de Breslavia en la que desde niño tuvo una cercana relación con el arte. Estudió Pintura en la Academia estatal de Arte de Breslavia, donde fue su profesor el expresionista Otto Mueller. Aunque se licenció en el año 1927, posteriormente estudió Filosofía e Historia del Arte en la Universidad de Silesia Friedrich-Wilhelms y finalmente se trasladó a Berlín para proseguir sus estudios en la Universidad Humboldt y en la Academia Prusiana de Bellas Artes, donde los completó.
Para los años 30 ya tenía reputación como pintor y había expuesto, y había conseguido una plaza de profesor. Tras la llegada de los nazis al poder en 1933 perdió su puesto y ese mismo año acabó emigrando a los Estados Unidos, exactamente a San Francisco, gracias a un amigo que tenía allí y le invitó. Antes de esto, y antes sus dudas sobre si podría dedicarse a la pintura en aquel país, decidió hacerse fotoreportero. Adquirió una Rollei y se formó como fotógrafo de modo autodidacta, consiguiendo un contrato con la agencia de prensa berlinesa Fotopresse para trabajar para ellos en Estados Unidos, lo que hizo hasta el año 1936.
Sus fotografías de la época de la Gran Depresión no seguían el esquema del documentalismo social predominante, sino que demostraban más su formación artística, con impecables composiciones, originales perspectivas y peculiares motivos, y una visión de un extranjero fascinado por la sociedad norteamericana.
En San Francisco, trabajó para la Universidad de San Francisco hasta convertirse en uno de los fotógrafos más importantes de la ciudad.

## Exposiciones (selección)
- 2010-2011. Fundación Mapfre, Madrid[5][6][7]
- 2000–2001: The Photographs of John Gutmann. Exposición itinerante por diferentes ciudades de Estados Unidos: Universidad Stanford en Palo Alto, Museo de Arte Contemporáneo de Los Ángeles, Museo de Arte Moderno de San Antonio, Galería Henry Art de la Universidad de Washington, Seattle...
- 1998. Rastlos Amerika der 30er Jahre (La alborotada Norteamérica de los años 30). Foto Museo Winterthur, Suiza[8]
- 1989. 99 Fotografías. Palacio de Sastago. Zaragoza, España[9]

## Exposiciones colectivas (selección)
Entre la multitud de exposiciones colectivas de John Gutmann pueden destacarse las organizadas sólo con otro fotógrafo más:
- 1979. Con Walker Evans, Vintage Photographs of the 1930s. Phoenix Gallery, San Francisco.
- 1984. Con Berenice Abbott. Museo del Arte Fotográfico de San Diego.

## Libros
- La década alborotada. Fotografías de los años 30 de John Gutmann. Textos: Max Kozloff. Abrams, New York 1984, ISBN 0-81091-658-4.
- La fotografía de John Gutmann. Un shock cultural. Textos: Sandra Philipps. Merrell, New York 2000, ISBN 1-85894-097-4 (Catálogo para la exposición itinerante de Iris & B. Gerald, Cantor Center de la Universidad de Stanford, California, 2000–2001).
- John Gutmann. El fotógrafo trabajando. Textos: Sally Stein. Centro de Fotografía Creativa, Tucson hacia. 2009, (Catálogo para la exposición itinerante de en el Cento de Fotografía Creativa, Universitdad de Arizona, Tucson 2009–2010).